# Кубок Чехії з футболу 1998—1999
Кубок Чехії з футболу 1998–1999 — 6-й розіграш кубкового футбольного турніру в Чехії. Титул вдруге здобула Славія (Прага).

## Календар
| Раунд            | Дата               | Матчі | Клуби     |
| ---------------- | ------------------ | ----- | --------- |
| Попередній раунд |                    | 18    | 130 → 112 |
| Перший раунд     |                    | 48    | 112 → 64  |
| 1/32 фіналу      |                    | 32    | 64 → 32   |
| 1/16 фіналу      | 28 жовтня 1998     | 16    | 32 → 16   |
| 1/8 фіналу       | 10-17 березня 1999 | 8     | 16 → 8    |
| 1/4 фіналу       | 14 квітня 1999     | 4     | 8 → 4     |
| 1/2 фіналу       | 4-6 травня 1999    | 2     | 4 → 2     |
| Фінал            | 25 травня 1999     | 1     | 2 → 1     |

## 1/16 фіналу
| Команда 1                 | Рахунок      | Команда 2          |
| ------------------------- | ------------ | ------------------ |
| 28 жовтня 1998            |              |                    |
| Мислочовіце               | 0:8          | Спарта (Прага)     |
| Вітковіце                 | 3:1          | Карвіна            |
| Адміра/Славой             | 1:1 пен. 4:2 | Нератовіце         |
| Світ (Злін)               | 1:2          | Бобі (Брно)        |
| ЛеРК Простейов            | 0:0 пен. 4:5 | Опава              |
| Хомутов                   | 1:3          | Яблонець           |
| Спарта Крч                | 1:1 пен. 6:5 | Вікторія (Пльзень) |
| Куновіце                  | 0:1          | Сігма (Оломоуць)   |
| Банік (Ратішковіце)       | 2:2 пен. 5:6 | Банік (Острава)    |
| СК Чеське Будейовіце      | 2:1          | Дукла (Пржибрам)   |
| Чеська Липа               | 0:1          | Слован (Ліберець)  |
| Млада Болеслав            | 4:0          | Железарни Тржинець |
| Пршеров                   | 1:3          | Петра (Дрновіце)   |
| Атлантік (Лазне Богданеч) | 0:0 пен. 3:4 | Тепліце            |
| МУС Мост                  | 1:1 пен. 5:4 | Хмел (Блшани)      |
| Стржижков Прага 9         | 0:2          | Славія (Прага)     |

## 1/8 фіналу
| Команда 1            | Рахунок      | Команда 2         |
| -------------------- | ------------ | ----------------- |
| 10-17 березня 1999   |              |                   |
| Вітковіце            | 1:1 пен. 3:4 | Спарта (Прага)    |
| Адміра/Славой        | 1:3          | Бобі (Брно)       |
| Опава                | 2:2 пен. 4:3 | Яблонець          |
| Спарта Крч           | 0:4          | Сігма (Оломоуць)  |
| СК Чеське Будейовіце | 1:2          | Банік (Острава)   |
| Млада Болеслав       | 1:2          | Слован (Ліберець) |
| Петра (Дрновіце)     | 2:1          | Тепліце           |
| МУС Мост             | 0:2          | Славія (Прага)    |

## 1/4 фіналу
| Команда 1        | Рахунок      | Команда 2         |
| ---------------- | ------------ | ----------------- |
| 14 квітня 1999   |              |                   |
| Спарта (Прага)   | 1:0          | Бобі (Брно)       |
| Славія (Прага)   | 2:2 пен. 3:0 | Банік (Острава)   |
| Опава            | 0:1          | Слован (Ліберець) |
| Петра (Дрновіце) | 1:0          | Сігма (Оломоуць)  |

## 1/2 фіналу
| Команда 1        | Рахунок | Команда 2         |
| ---------------- | ------- | ----------------- |
| 4 травня 1999    |         |                   |
| Спарта (Прага)   | 0:1     | Славія (Прага)    |
| 6 травня 1999    |         |                   |
| Петра (Дрновіце) | 1:4     | Слован (Ліберець) |

## Фінал
| 25 травня 1999 |

| Славія (Прага) | 1:0 дч   | Слован (Ліберець) |
| -------------- | -------- | ----------------- |
| Горват 97'     | Протокол |                   |

| Стадіон Евжена Рошицького, Прага Глядачів: 4 963 Арбітр: Мирослав Ліба |